# Ligue des nations de la CONCACAF 2023-2024
Navigation
Édition 2022-2023 Édition 2024-2025
La Ligue des nations de la CONCACAF 2023-2024 est la troisième édition de la Ligue des nations organisée par la Confédération de football d'Amérique du Nord, d'Amérique centrale et des Caraïbes. La compétition voit un changement de format, la Ligue A comptant désormais seize équipes réparties en deux groupes de six dans un système suisse, suivie des quarts de finale où sont intégrées les quatre meilleures sélections au classement de la CONCACAF en date de mars 2023. Elle débute avec la phase de groupes en septembre 2023 et se termine avec la phase finale en mars 2024. Elle sert également de qualification pour les équipes de la CONCACAF pour la Copa América 2024 aux États-Unis.

## Format
Le 28 février 2023, la CONCACAF annonce un changement de format pour cette saison. En conséquence, aucune équipe n'est reléguée lors de la saison 2022-2023.
Le format de la Ligue A passe de douze à seize équipes et comporte désormais des quarts de finale. Les douze équipes les moins bien classées de la Ligue A au classement CONCACAF de mars 2023 entrent dans la phase de groupes, en utilisant désormais un format de tournoi du système suisse. Les équipes sont divisées en deux groupes de six équipes, chaque équipe jouant quatre matches contre des adversaires du groupe (deux à domicile et deux à l'extérieur). Les quatre meilleures équipes se qualifient pour les quarts de finale et sont rejointes par les quatre équipes les mieux classées dans le classement CONCACAF de mars 2023. Les équipes sortant de la phase de groupes sont tirées au sort contre les équipes les mieux classées, sur un match aller-retour. Les quatre vainqueurs des quarts de finale se qualifient pour la phase finale, qui conserve son format précédent d'une demi-finale, d'un match pour la troisième place et d'une finale pour déterminer la sélection championne. De plus, cette Ligue des nations détermine les six équipes de la CONCACAF qui se qualifient comme invitées pour la Copa América 2024. Les vainqueurs des quarts de finale se qualifient directement pour le tournoi, tandis que les perdants se qualifient pour un barrage de qualification, comprenant deux matchs aller simple.
La Ligue B reste inchangée, avec seize équipes réparties en quatre groupes de quatre. Chaque équipe joue six rencontres dans un double tournoi à la ronde aller-retour (trois à domicile et trois à l'extérieur). À la suite du changement de format, la Ligue C passe de treize à neuf équipes et de quatre à trois groupes. Les équipes sont divisées en trois groupes de trois équipes, chaque équipe disputant quatre matchs (deux à domicile et deux à l'extérieur).
La promotion et la relégation sont de retour : les équipes classées cinquième et sixième de la Ligue A et les équipes classées quatrième de la Ligue B étant reléguées pour la saison prochaine. Les vainqueurs de groupe des Ligues B et C sont promus, ainsi que la meilleure équipe deuxième de la Ligue C.

## Calendrier
Le calendrier de la phase de groupes de la Ligue des nations est annoncé par la CONCACAF le 28 février 2023. Les dates sont confirmées le 6 juillet 2023.
| Tour                    | Tour         | Dates                |
| Ligue A                 | Ligue B et C | Dates                |
| ----------------------- | ------------ | -------------------- |
| 1re journée             | 1re journée  | 7–9 septembre 2023   |
| 2e journée              | 2e journée   | 10–12 septembre 2023 |
| 3e journée              | 3e journée   | 12–14 octobre 2023   |
| 4e journée              | 4e journée   | 15–17 octobre 2023   |
| Quarts de finale aller  | 5e journée   | 16–18 novembre 2023  |
| Quarts de finale retour | 6e journée   | 19–21 novembre 2023  |
| Demi-finale             | -            | 18–26 mars 2024      |
| Petite finale           | -            | 18–26 mars 2024      |
| Finale                  | -            | 18–26 mars 2024      |

## Participants
Les 41 associations membres de la CONCACAF prennent part à la Ligue des nations 2023-2024.
- Anguilla
- Antigua-et-Barbuda
- Aruba
- Bahamas
- Barbade
- Belize
- Bermudes
- Bonaire
- Îles Caïmans
- Canada
- Costa Rica
- Cuba
- Curaçao
- Dominique
- États-Unis
- Grenade
- Guadeloupe
- Guatemala
- Guyana
- Guyane
- Haïti
- Honduras
- Îles Vierges britanniques
- Îles Vierges des États-Unis
- Jamaïque
- Martinique
- Mexique
- Montserrat
- Nicaragua
- Panama
- Porto Rico
- République dominicaine
- Saint-Christophe-et-Niévès
- Saint-Martin
- Saint-Vincent-et-les-Grenadines
- Sainte-Lucie
- Salvador
- Sint Maarten
- Suriname
- Trinité-et-Tobago
- Îles Turques-et-Caïques

## Ligues

### Composition des ligues
Les 41 associations membres de la CONCACAF participeront à la compétition. Les équipes seront divisées en ligues en fonction de leurs résultats de la précédente saison, tandis que les pots ont été déterminés par le classement CONCACAF de mars 2023.  Les quatre équipes les mieux classées de la Ligue A recevront un laissez-passer pour les quarts de finale. Le tirage au sort de la phase de groupes aura lieu le 16 mai 2023, à Miami, Floride à 19:00 (UTC−4). Les pots ont été confirmés le 2 mai 2023, avec la Ligue A divisée en six pots de deux équipes, la Ligue B divisée en quatre pots de quatre équipes et la Ligue C divisée en trois pots de trois équipes.
Le Nicaragua était initialement promu en Ligue A, mais a été disqualifié en raison de l'alignement d'un joueur inéligible. Trinité-et-Tobago, deuxième du groupe C est promue en Ligue A.
Légende :
- Équipes qualifiées pour les quarts de finale.
- Équipes placées dans le chapeau 1
- Équipes placées dans le chapeau 2
- Équipes placées dans le chapeau 3
- Équipes placées dans le chapeau 4
- Équipes placées dans le chapeau 5
- Équipes placées dans le chapeau 6

| Ligue A             | Ligue A | Ligue A |
| Équipe              | Pts     | Class   |
| ------------------- | ------- | ------- |
| Mexique             | 1939    | 1       |
| États-Unis          | 1919    | 2       |
| Costa Rica          | 1796    | 3       |
| Canada              | 1743    | 4       |
| Panama              | 1695    | 5       |
| Haïti P             | 1482    | 6       |
| Jamaïque            | 1479    | 7       |
| Guatemala P         | 1405    | 8       |
| Honduras            | 1403    | 9       |
| Salvador            | 1330    | 10      |
| Martinique          | 1246    | 12      |
| Cuba P              | 1176    | 13      |
| Curaçao             | 1171    | 14      |
| Suriname            | 1079    | 16      |
| Trinité-et-Tobago P | 1254    | 11      |
| Grenade             | 791     | 25      |

| Ligue B                         | Ligue B | Ligue B |
| Équipe                          | Pts     | Class   |
| ------------------------------- | ------- | ------- |
| Nicaragua                       | 1067    | 17      |
| Guyane                          | 1086    | 15      |
| Guyana                          | 994     | 18      |
| Guadeloupe                      | 966     | 19      |
| Antigua-et-Barbuda              | 949     | 20      |
| Saint-Christophe-et-Niévès P    | 923     | 21      |
| République dominicaine          | 913     | 22      |
| Bermudes                        | 863     | 23      |
| Sainte-Lucie P                  | 795     | 24      |
| Porto Rico P                    | 790     | 26      |
| Montserrat                      | 780     | 27      |
| Saint-Vincent-et-les-Grenadines | 726     | 28      |
| Belize                          | 715     | 29      |
| Barbade                         | 681     | 30      |
| Bahamas                         | 530     | 34      |
| Sint Maarten P                  | 413     | 37      |

| Ligue C                     | Ligue C | Ligue C |
| Équipe                      | Pts     | Class   |
| --------------------------- | ------- | ------- |
| Bonaire                     | 627     | 31      |
| Dominique                   | 572     | 32      |
| Aruba                       | 564     | 33      |
| Îles Turques-et-Caïques     | 461     | 35      |
| Îles Caïmans                | 435     | 36      |
| Saint-Martin                | 377     | 38      |
| Anguilla                    | 224     | 39      |
| Îles Vierges des États-Unis | 193     | 40      |
| Îles Vierges britanniques   | 163     | 41      |

- Équipe prenant part à la Ligue A
- Équipe prenant part à la Ligue B
- Équipe prenant part à la Ligue C

### Ligue A

#### Phase de groupes
Légende des classements
- Qualification pour les quarts de finale
- Relégation en Ligue B

##### Groupe A
| Rang | Équipe              | Pts | J | G | N | P | Bp | Bc | Diff |  | Résultats (▼ dom., ► ext.) |     |     |     |     |     |     |
| ---- | ------------------- | --- | - | - | - | - | -- | -- | ---- |  | -------------------------- | --- | --- | --- | --- | --- | --- |
| 1    | Panama              | 10  | 4 | 3 | 1 | 0 | 9  | 2  | +7   |  | Panama                     |     |     | 3-0 | 3-0 |     |     |
| 2    | Trinité-et-Tobago P | 9   | 4 | 3 | 0 | 1 | 10 | 9  | +1   |  | Trinité-et-Tobago P        |     |     |     | 3-2 | 1-0 |     |
| 3    | Martinique          | 7   | 4 | 2 | 1 | 1 | 2  | 3  | -1   |  | Martinique                 |     |     |     |     | 1-0 | 1-0 |
| 4    | Guatemala P         | 4   | 4 | 1 | 1 | 2 | 5  | 7  | -2   |  | Guatemala P                | 1-1 |     |     |     |     | 2-0 |
| 5    | Curaçao             | 3   | 4 | 1 | 0 | 3 | 6  | 7  | -1   |  | Curaçao                    | 1-2 | 5-3 |     |     |     |     |
| 6    | Salvador            | 1   | 4 | 0 | 1 | 3 | 2  | 6  | -4   |  | Salvador                   |     | 2-3 | 0-0 |     |     |     |

##### Groupe B
| Rang | Équipe   | Pts | J | G | N | P | Bp | Bc | Diff |  | Résultats (▼ dom., ► ext.) |     |     |     |     |     |     |
| ---- | -------- | --- | - | - | - | - | -- | -- | ---- |  | -------------------------- | --- | --- | --- | --- | --- | --- |
| 1    | Jamaïque | 10  | 4 | 3 | 1 | 0 | 10 | 5  | +5   |  | Jamaïque                   |     | 1-0 |     |     | 2-2 |     |
| 2    | Honduras | 7   | 4 | 2 | 1 | 1 | 8  | 1  | +7   |  | Honduras                   |     |     |     | 4-0 |     | 4-0 |
| 3    | Suriname | 5   | 4 | 1 | 2 | 1 | 6  | 3  | +3   |  | Suriname                   |     |     |     |     | 1-1 | 4-0 |
| 4    | Cuba P   | 5   | 4 | 1 | 2 | 1 | 1  | 4  | -3   |  | Cuba P                     |     | 0-0 | 1-0 |     |     |     |
| 5    | Haïti P  | 3   | 4 | 0 | 3 | 1 | 5  | 6  | -1   |  | Haïti P                    | 2-3 |     |     | 0-0 |     |     |
| 6    | Grenade  | 1   | 4 | 0 | 1 | 3 | 2  | 13 | -11  |  | Grenade                    | 1-4 |     | 1-1 |     |     |     |

#### Quarts de finale
Les quarts de finale seront déterminés en fonction du classement des équipes. Les vainqueurs du groupe et les deuxièmes du groupe seront classés en fonction de leurs résultats lors de la phase de groupes, tandis que les têtes de série seront classées en fonction du classement CONCACAF d'octobre 2023. Les matchs aller et retour auront lieu en novembre 2023. Les vainqueurs seront qualifiés pour le Final 4 de la Ligue des Nations ainsi que pour la Copa América 2024. Les perdants joueront des barrages pour la qualification en Copa América.
| # | Nations    | Pts   |
| - | ---------- | ----- |
| 1 | Mexique    | 1 967 |
| 2 | États-Unis | 1 909 |
| 3 | Canada     | 1 729 |
| 4 | Costa Rica | 1 676 |

| Rang | Équipe            | Pts | J | G | N | P | Bp | Bc | Diff |
| ---- | ----------------- | --- | - | - | - | - | -- | -- | ---- |
| 1    | Panama            | 10  | 4 | 3 | 1 | 0 | 9  | 2  | +7   |
| 2    | Jamaïque          | 10  | 4 | 3 | 1 | 0 | 10 | 5  | +5   |
|      |                   |     |   |   |   |   |    |    |      |
| 3    | Trinité-et-Tobago | 9   | 4 | 3 | 0 | 1 | 10 | 9  | +1   |
| 4    | Honduras          | 7   | 4 | 2 | 1 | 1 | 8  | 1  | +7   |

Les confrontations sont les suivantes :
- Quarts de finale 1 (QF1) : équipe classée quatrième contre le meilleur vainqueur de groupe
- Quarts de finale 2 (QF2) : équipe classée troisième contre le deuxième vainqueur de groupe
- Quarts de finale 3 (QF3) : Équipe classée deuxième contre le meilleur deuxième de groupe
- Quarts de finale 4 (QF4) : Équipe classée première contre le moins bon deuxième de groupe.

| Équipe     | Aller | Total           | Retour   | Équipe            |
| ---------- | ----- | --------------- | -------- | ----------------- |
| Costa Rica | 0 - 3 | 1 - 6           | 1 - 3    | Panama            |
| Jamaïque   | 1 - 2 | 4 E - 4         | 3 - 2    | Canada            |
| États-Unis | 3 - 0 | 4 - 2           | 1 - 2    | Trinité-et-Tobago |
| Honduras   | 2 - 0 | 2 - 2 2 - 4 tab | 0 - 2 ap | Mexique           |

#### Phase finale de la Ligue des nations
|  | Demi-finales             | Demi-finales             | Demi-finales             | Demi-finales             |                               |         | Finale                   | Finale                   | Finale                   | Finale                   |
|  |                          |                          |                          |                          |                               |         |                          |                          |                          |                          |
|  | 21 mars 2024 - Arlington | 21 mars 2024 - Arlington | 21 mars 2024 - Arlington | 21 mars 2024 - Arlington |                               |         | 24 mars 2024 - Arlington | 24 mars 2024 - Arlington | 24 mars 2024 - Arlington | 24 mars 2024 - Arlington |
|  | Panama                   | Panama                   | 0                        | 0                        |                               |         | 24 mars 2024 - Arlington | 24 mars 2024 - Arlington | 24 mars 2024 - Arlington | 24 mars 2024 - Arlington |
|  | Panama                   | Panama                   | 0                        | 0                        |                               |         | 24 mars 2024 - Arlington | 24 mars 2024 - Arlington | 24 mars 2024 - Arlington | 24 mars 2024 - Arlington |
|  | Mexique                  | Mexique                  | 3                        | 3                        |                               |         | 24 mars 2024 - Arlington | 24 mars 2024 - Arlington | 24 mars 2024 - Arlington | 24 mars 2024 - Arlington |
|  | Mexique                  | Mexique                  | 3                        | 3                        | Mexique                       | Mexique | 0                        | 0                        |                          |                          |
|  | 21 mars 2024 - Arlington |                          |                          |                          | Mexique                       | Mexique | 0                        | 0                        |                          |                          |
|  |                          |                          | États-Unis               | États-Unis               | 2                             | 2       |                          |                          |                          |                          |
|  | États-Unis               | États-Unis               | États-Unis               | États-Unis               | 2                             | 2       | 3 ap                     | 3 ap                     |                          |                          |
|  | États-Unis               | États-Unis               |                          |                          |                               |         |                          | 3 ap                     |                          |                          |
|  | Jamaïque                 | Jamaïque                 | 1                        | 1                        |                               |         |                          |                          |                          |                          |
|  | Jamaïque                 | Jamaïque                 | 1                        | 1                        | Match pour la troisième place |         |                          |                          |                          |                          |
|  |                          |                          |                          |                          |                               |         |                          |                          |                          |                          |
|  | 24 mars 2024 - Arlington |                          |                          |                          |                               |         |                          |                          |                          |                          |
|  | Panama                   | Panama                   | 0                        | 0                        |                               |         |                          |                          |                          |                          |
|  | Panama                   | Panama                   | 0                        | 0                        |                               |         |                          |                          |                          |                          |
|  | Jamaïque                 | Jamaïque                 | 1                        | 1                        |                               |         |                          |                          |                          |                          |
|  | Jamaïque                 | Jamaïque                 | 1                        | 1                        |                               |         |                          |                          |                          |                          |

### Ligue B
Légende des classements
- Promotion en Ligue A
- Relégation en Ligue C

#### Groupe A
| Rang | Équipe                       | Pts | J | G | N | P | Bp | Bc | Diff |  | Résultats (▼ dom., ► ext.)   |     |     |     |     |
| ---- | ---------------------------- | --- | - | - | - | - | -- | -- | ---- |  | ---------------------------- | --- | --- | --- | --- |
| 1    | Guadeloupe                   | 15  | 6 | 5 | 0 | 1 | 16 | 3  | +13  |  | Guadeloupe                   |     | 2-0 | 4-0 | 5-0 |
| 2    | Sainte-Lucie P               | 10  | 6 | 3 | 1 | 2 | 10 | 6  | +4   |  | Sainte-Lucie P               | 2-1 |     | 1-2 | 2-0 |
| 3    | Sint Maarten P               | 6   | 6 | 2 | 0 | 4 | 6  | 15 | -9   |  | Sint Maarten P               | 0-2 | 1-5 |     | 2-3 |
| 4    | Saint-Christophe-et-Niévès P | 4   | 6 | 1 | 1 | 4 | 4  | 12 | -8   |  | Saint-Christophe-et-Niévès P | 1-2 | 0-0 | 0-1 |     |

#### Groupe B
| Rang | Équipe                 | Pts | J | G | N | P | Bp | Bc | Diff |  | Résultats (▼ dom., ► ext.) |     |     |     |     |
| ---- | ---------------------- | --- | - | - | - | - | -- | -- | ---- |  | -------------------------- | --- | --- | --- | --- |
| 1    | Nicaragua              | 16  | 6 | 5 | 1 | 0 | 17 | 1  | +16  |  | Nicaragua                  |     | 0-0 | 3-0 | 5-1 |
| 2    | République dominicaine | 10  | 6 | 3 | 1 | 2 | 14 | 6  | +8   |  | République dominicaine     | 0-2 |     | 3-0 | 5-2 |
| 3    | Montserrat             | 9   | 6 | 3 | 0 | 3 | 9  | 14 | -5   |  | Montserrat                 | 0-3 | 2-1 |     | 4-2 |
| 4    | Barbade                | 0   | 6 | 0 | 0 | 6 | 7  | 26 | -19  |  | Barbade                    | 0-4 | 0-5 | 2-3 |     |

#### Groupe C
| Rang | Équipe                          | Pts | J | G | N | P | Bp | Bc | Diff |  | Résultats (▼ dom., ► ext.)      |     |     |     |     |
| ---- | ------------------------------- | --- | - | - | - | - | -- | -- | ---- |  | ------------------------------- | --- | --- | --- | --- |
| 1    | Guyane                          | 10  | 6 | 3 | 1 | 2 | 10 | 6  | +4   |  | Guyane                          |     | 3-2 | 3-0 | 0-2 |
| 2    | Saint-Vincent-et-les-Grenadines | 9   | 6 | 3 | 0 | 3 | 13 | 14 | -1   |  | Saint-Vincent-et-les-Grenadines | 1-4 |     | 4-3 | 3-0 |
| 3    | Bermudes                        | 8   | 6 | 2 | 2 | 2 | 8  | 9  | -1   |  | Bermudes                        | 0-0 | 3-1 |     | 1-1 |
| 4    | Belize                          | 7   | 6 | 2 | 1 | 3 | 5  | 7  | -2   |  | Belize                          | 1-0 | 1-2 | 0-1 |     |

#### Groupe D
| Rang | Équipe             | Pts | J | G | N | P | Bp | Bc | Diff |  | Résultats (▼ dom., ► ext.) |      |     |     |     |
| ---- | ------------------ | --- | - | - | - | - | -- | -- | ---- |  | -------------------------- | ---- | --- | --- | --- |
| 1    | Guyana             | 15  | 5 | 5 | 0 | 0 | 20 | 5  | +15  |  | Guyana                     |      | 3-1 | 6-0 | 3-2 |
| 2    | Porto Rico P       | 12  | 6 | 4 | 0 | 2 | 22 | 10 | +12  |  | Porto Rico P               | 1-3  |     | 5-0 | 6-1 |
| 3    | Antigua-et-Barbuda | 4   | 6 | 1 | 1 | 4 | 9  | 22 | -13  |  | Antigua-et-Barbuda         | 1-5  | 2-3 |     | 2-2 |
| 4    | Bahamas            | 1   | 5 | 0 | 1 | 4 | 7  | 21 | -14  |  | Bahamas                    | ANN. | 1-6 | 1-4 |     |

### Ligue C
Légende des classements
- Promotion en Ligue B
- Possible promotion en Ligue B basée sur le classement

#### Groupe A
| Rang | Équipe       | Pts | J | G | N | P | Bp | Bc | Diff |  | Résultats (▼ dom., ► ext.) |     |     |     |
| ---- | ------------ | --- | - | - | - | - | -- | -- | ---- |  | -------------------------- | --- | --- | --- |
| 1    | Saint-Martin | 12  | 4 | 4 | 0 | 0 | 20 | 1  | +19  |  | Saint-Martin               |     | 2-1 | 8-0 |
| 2    | Bonaire      | 6   | 4 | 2 | 0 | 2 | 6  | 6  | 0    |  | Bonaire                    | 0-4 |     | 2-0 |
| 3    | Anguilla     | 0   | 4 | 0 | 0 | 4 | 0  | 19 | -19  |  | Anguilla                   | 0-6 | 0-3 |     |

#### Groupe B
| Rang | Équipe                      | Pts | J | G | N | P | Bp | Bc | Diff |  | Résultats (▼ dom., ► ext.)  |     |     |     |
| ---- | --------------------------- | --- | - | - | - | - | -- | -- | ---- |  | --------------------------- | --- | --- | --- |
| 1    | Aruba                       | 12  | 4 | 4 | 0 | 0 | 14 | 4  | +10  |  | Aruba                       |     | 5-1 | 3-1 |
| 2    | Îles Caïmans                | 4   | 4 | 1 | 1 | 2 | 6  | 10 | -4   |  | Îles Caïmans                | 1-2 |     | 2-1 |
| 3    | Îles Vierges des États-Unis | 1   | 4 | 0 | 1 | 3 | 5  | 11 | -6   |  | Îles Vierges des États-Unis | 1-4 | 2-2 |     |

#### Groupe C
| Rang | Équipe                    | Pts | J | G | N | P | Bp | Bc | Diff |  | Résultats (▼ dom., ► ext.) |     |     |     |
| ---- | ------------------------- | --- | - | - | - | - | -- | -- | ---- |  | -------------------------- | --- | --- | --- |
| 1    | Dominique                 | 10  | 4 | 3 | 1 | 0 | 8  | 2  | +6   |  | Dominique                  |     | 1-1 | 2-0 |
| 2    | Îles Vierges britanniques | 5   | 4 | 1 | 2 | 1 | 7  | 6  | +1   |  | Îles Vierges britanniques  | 1-2 |     | 3-1 |
| 3    | Îles Turques-et-Caïques   | 1   | 4 | 0 | 1 | 3 | 3  | 10 | -7   |  | Îles Turques-et-Caïques    | 0-3 | 2-2 |     |

#### Meilleur deuxième
| Rang | Équipe                    | Pts | J | G | N | P | Bp | Bc | Diff |
| ---- | ------------------------- | --- | - | - | - | - | -- | -- | ---- |
| 1    | Bonaire                   | 6   | 4 | 2 | 0 | 2 | 6  | 6  | 0    |
| 2    | Îles Vierges britanniques | 5   | 4 | 1 | 2 | 1 | 7  | 6  | +1   |
| 3    | Îles Caïmans              | 4   | 4 | 1 | 1 | 2 | 6  | 10 | -4   |

## Promotions et relégations
| Promotions | Promotions        | Promotions           |
| Groupe     | Ligue A ← Ligue B | Ligue B ← Ligue C    |
| ---------- | ----------------- | -------------------- |
| Groupe A   | Guadeloupe        | Saint-Martin Bonaire |
| Groupe B   | Nicaragua         | Aruba                |
| Groupe C   | Guyane            | Dominique            |
| Groupe D   | Guyana            |                      |

| Relégations | Relégations       | Relégations                |
| Groupe      | Ligue A → Ligue B | Ligue B → Ligue C          |
| ----------- | ----------------- | -------------------------- |
| Groupe A    | Curaçao Salvador  | Saint-Christophe-et-Niévès |
| Groupe B    | Haïti Grenade     | Barbade                    |
| Groupe C    |                   | Belize                     |
| Groupe D    | Bahamas           |                            |

## Classement général
| Rang                                 | Nation     | Parcours  |
| ------------------------------------ | ---------- | --------- |
| Médaille d'or, Amérique du Nord      | États-Unis | Vainqueur |
| Médaille d'argent, Amérique du Nord  | Mexique    | Finaliste |
| Médaille de bronze, Amérique du Nord | Jamaïque   | Troisième |
| 4e                                   | Panama     | Quatrième |